# 경기컵 축구대회
경기컵 축구대회는 2017년 경기도 소재의 축구팀간에 열렸던 대회이다. 첫 대회이자 마지막 대회가 2017년 열렸다.

## 대회 준비 과정
2017년 2월 13일 부천시 시장 김만수는 자신의 페이스북에 경기도에 속한 시민구단들간의 대회를 열자는 제안을 했다.
이후 2017년 11월 23일, 2017년 12월에 경기컵 축구대회를 개최한다고 발표했다. 2017년 첫 대회는 K리그 챌린지에 속한 부천 FC 1995, FC 안양, 수원 FC와 K3리그에 속한 포천 시민축구단이 참가한다.

## 2017년 경기컵 축구대회
- 2017년 대회 참가팀: 부천 FC 1995, FC 안양, 포천 시민축구단, 수원 FC
- 4강 대진 추첨 결과 부천-안양, 포천-수원FC가 격돌하는 것으로 결정되었다.
- 대회 3-4위전은 진행하지 않는다.

### 4강전
| 2017년 12월 2일 | 부천 FC 1995 | 0 - 2 | FC 안양                        | 부천종합운동장 |  |  |
| 14:00 UTC+9     |              |       | 브루노 엔리케 5′ · 정재희 90+′ |                |  |  |
|                 |              |       |                                |                |  |  |

| 2017년 12월 3일 | 수원 FC | 0 - 1 | 포천 시민축구단 | 수원종합운동장 |  |  |
| 14:00 UTC+9     |         |       | 양세근 66′      |                |  |  |
|                 |         |       |                 |                |  |  |

### 결승전
| 2017년 12월 5일 | FC 안양   | 1 - 1 (4 - 5 승부차기) | 포천 시민축구단 | 수원월드컵경기장 |  |  |
| 14:00 UTC+9     | 정재희 2′ |                        | 지경득 28′      |                  |  |  |
|                 |           |                        |                 |                  |  |  |

| 경기컵 축구대회 2017 우승 |
| ------------------------- |
| 포천 시민축구단           |
| 1번째 우승                |

- K3리그 소속인 포천 시민축구단이 프로 구단인 K리그 챌린지 구단들을 꺾고 경기컵의 첫번째 우승을 달성했다.